# Stazione di Sermide
La stazione di Sermide è una stazione ferroviaria della ferrovia Suzzara-Ferrara a servizio del centro abitato di Sermide, nel comune di Sermide e Felonica.
È gestita da Ferrovie Emilia Romagna (FER) ed è sede del deposito materiale rotabile della linea sociale e dell'officina.

## Strutture e impianti
I binari a servizio dei passeggeri sono 3, serviti da banchine, pensiline e passerella per attraversare i binari e servono le seguenti destinazioni:
- 1: Rimini, Ferrara;
- 2: Suzzara, Poggio Rusco;
- 3: Ferrara, Suzzara, Bergamo, Poggio Rusco.

Il quarto binario ha solo funzione di sosta di treni passeggeri vuoti o merci.

## Movimento
È servita dai treni regionali della Suzzara-Ferrara e dalle relazioni Suzzara-Ferrara, Suzzara-Sermide, Poggio Rusco-Ferrara, Sermide-Ferrara, e dalle relazioni estive denominate Treni del mare che effettuano i percorsi Suzzara-Rimini e Bergamo-Pesaro. I treni regionali sono svolti da Trenitalia Tper nell'ambito del contratto di servizio stipulato con la regione Emilia-Romagna.
È infine capolinea di alcune relazioni merci provenienti da Ravenna e da Mantova.
A novembre 2019, la stazione risultava frequentata da un traffico giornaliero medio di circa 419 persone (194 saliti + 225 discesi).

## Servizi
I servizi presenti sono:
- Servizi igienici

## Interscambi
Sono presenti, nelle adiacenze della stazione, le fermate delle corriere extraurbane dell'APAM.